# Spaltensteinvarietet
Inom matematiken är en Spaltensteinvarietet en varietet som ges av fixpunktmängden av en nilpotent transformation på en flaggvarietet. De introducerades av Nicolas Spaltenstein (1976, 1982). I specialfallet av fulla flaggvarieteter är Spaltensteinvarieteter Springervarieteter.